# Leistungspsychologie
Die Leistungspsychologie (englisch Performance Psychology) vereint Erkenntnisse aus verschiedenen Disziplinen der Psychologie. Ihr Gegenstand ist die Beschreibung und Erklärung von Ursachen, Wirkungsmechanismen und Bedingungen, die exzellente Leistung in unterschiedlichen Einsatzfeldern fördern. Forschungsinteresse ist es, generalisierbare und messbare Faktoren zu identifizieren, zu beschreiben und empirisch zu prüfen, um Methoden und Rahmenbedingungen zu entwickeln, die mit den Ansätzen einer Psychotechnik und der Angewandten Psychologie zu einer optimalen Ausprägung exzellenter Leistung beitragen. Solche objektive Erkenntnisse konnten andererseits auch die Psychopathologie auf eine solidere Grundlage stellen.

## Abgrenzung
Beteiligte unterschiedliche leistungspsychologische Disziplinen sind abzugrenzen von psychologischen Schulen, gerichtet auf beschreibende Tatbestände einer Deskriptiven Psychologie (Subjektive Erlebnisweisen), von subjektiver Leistungsbewertung, von Verstehender Psychologie und psychosomatischen Zusammenhängen (eher körperliche Begleiterscheinungen) einschließlich weiterhin von einfachen neurologischen Leistungstests mit Ausnahme der Diagnostik neuropsychologischer Syndrome.

## Traditionelle Aufgaben der Leistungspsychologie
Traditionelle Aufgaben der Leistungspsychologie sind Durchführung von Testpsychologischen Untersuchungen wie etwa Intelligenztests, Gedächtnisleistungen, Tests der Qualifikation zu beruflichen Leistungen (Arbeitsleistung). Allgemein ist es Aufgabe der Leistungspsychologie, die nach außen tretende Wirksamkeit innerer Antriebe aufzuzeigen. Obwohl Karl Jaspers (1883–1969) den Begriff der Objektiven Psychologie in seinem hiermit zitierten Standardwerk selbst nicht gebraucht, hat dieser sich dennoch in der Psychologie durchgesetzt. Leistungspsychologie ist demnach Teilgebiet der Objektiven Psychologie. Diese stellt einen Sammelbegriff dar für die vielfältigen in der Geschichte der Psychologie wirksamen Forschungsansätze, das psychische Geschehen ausschließlich empirisch mit objektiven Phänomenen zu erklären, vgl. hier das Kap. → Geschichte.(a) (b) Damit stellt sich die Frage, ob Leistungspsychologie nur nach den von außen nachprüfbaren Tatsachen zu definieren ist, da „innere Antriebe“ niemals in einer ausschließlich empirischen Art und Weise zu erfassen oder zu verstehen sind und sie nicht einmal dem betroffenen Subjekt selbst vollständig bewusst sind, vgl. → Verstehende Psychologie, Bewusstseinspsychologie, Erkenntnispsychologie.

### Weitere Definition und Arbeitsfelder
Die Leistungspsychologie ist eine anwendungsbezogene Wissenschaft. Ihr Gegenstand ist die Beschreibung und Erklärung von Ursachen, Wirkungsmechanismen und Bedingungen, die exzellente Leistung in unterschiedlichen Professionen oder Einsatzfeldern wie dem Sport, der Wirtschaft, dem Militär und den darstellenden Künsten fördern. Forschungsinteresse ist es, generalisierbare Faktoren zu identifizieren und empirisch zu prüfen, um Methoden zu entwickeln, die zu einer optimalen Ausprägung der Faktoren beitragen, sodass Menschen (Individuen und Gruppen) systematisch ihre Leistung verbessern und Höchstleistungen erreichen können.
Die Leistungspsychologie ist interdisziplinär ausgerichtet. Entsprechend greift sie auf ein breites Spektrum an wissenschaftlichen Ansätzen und Theorien zurück. Sie orientiert sich an Erkenntnissen aus der Expertiseforschung, der Sportpsychologie, der Arbeits- und Organisationspsychologie sowie des Coachings.
Die individuelle Leistungsförderung erfolgt durch die optimale Nutzung eigener Stärken und Ressourcen, die Optimierung von Lebensbedingungen und des Umfeldes, die Orientierung an Tugenden (z. B. Fleiß) und Lösungen sowie die Entwicklung von Bewältigungsstrategien und positiven Attributen (z. B. Optimismus). Dafür identifizieren Leistungspsychologen die Stärken einer Person und untersuchen, wie sich diese Fähigkeiten vor dem Hintergrund der anstehenden Herausforderungen optimal nutzen lassen, um effektiv eine exzellente Leistung zu erreichen.
Das Training mentaler Fertigkeiten (Mentales Training) stellt dabei ein wichtiges Instrument dar. Unter anderem verwenden Leistungspsychologen Ansätze und Methoden der Motivations- und Volitionspsychologie, der Selbstwirksamkeitserwartung, der Zielsetzungstheorie, der Selbstregulation und Selbstmotivierung, der Aufmerksamkeitskontrolle oder der Imagination.
„Performance psychology is working with the brain to overcome obstacles of performance.“ Ahern 2008 
Aus Sicht von Leistungspsychologen ist Leistungsexzellenz nicht nur Resultat genetischer Dispositionen, kognitiver Fähigkeiten und zielgerichteten Übens, sondern hängt entscheidend von mentalen Selbststeuerungsfähigkeiten, Selbstmanagementkompetenzen sowie den anknüpfenden Lernprozessen ab. Ein großer Teil der persönlichen Höchstleistungskompetenz besteht daher in der Erarbeitung und Optimierung von Selbststeuerungsfähigkeiten, um eigene Kompetenzen in systematischen Lernprozessen stetig zu verbessern.
Die Leistungspsychologie unterstützt Personen jeder Profession, in der hohe Leistung erwartet wird. Diese Personen beherrschen ihre Fertigkeiten bereits ausgezeichnet und sie werden an ihrer Exzellenz gemessen. Das heißt, ihre Talente und Fertigkeiten müssen zu einem bestimmten Zeitpunkt optimal eingesetzt werden („Peak Performance just in time“).
Der Anspruch der Leistungspsychologie besteht darin, aus guter Leistung exzellente Leistung zu machen. Das heißt, in einem bereits ausgereizten Spektrum von Leistungsmöglichkeiten, werden Methoden eingesetzt, die dazu befähigen das Leistungsspektrum nach oben zu erweitern.
Sie beschäftigt sich daher nicht mit Aspekten, die mit einer defizitorientierten oder heilkundlichen Sichtweise einhergehen, wie es etwa die Klinische Psychologie oder die Psychopathologie tun. 
"I see the role of a performance psychologist as helping to move a client from 0 to +5 on a performance scale rather than from -5 to 0. However, performance is in the eyes of the client and I start by identifying their perspective of performance, which could range from winning the World Cup to getting out of bed in the morning." Terry 2008

### Bereichsübergreifende Leistungsfaktoren
Ein Forschungsinteresse der Leistungspsychologie ist es, generalisierbare Faktoren für die Entwicklung von exzellenter Leistung zu identifizieren, zu beschreiben und empirisch zu prüfen, um dafür Methoden und Rahmenbedingungen zu entwickeln, die zu einer optimalen Ausprägung dieser Faktoren beitragen.
Die Expertise- sowie die Begabungsforschung hat hierzu eine Vielzahl von Modellen hervorgebracht. Zwar deuten viele Erkenntnisse häufig auf eine Bereichsspezifität der Faktoren hin, jedoch existieren auch übergeordnete Faktoren, die in der Genese von Spitzenleistung bereichsübergreifend wirksam sind.
Ein Modell generalisierbarer Leistungsfaktoren ist u. a. das Münchner Hochbegabungsmodell. Dieses unterscheidet die vier Variablenbereiche Begabungsfaktoren (bspw. soziale Kompetenz), Leistungsbereiche (bspw. Sport, Technik), nicht-kognitive Persönlichkeitsmerkmale (bspw. Leistungsmotivation) und Umweltmerkmale (bspw. Familienklima), die bei der Entwicklung und Förderung von Kindern eine Rolle spielen. Jedoch steht dieses auch in der Kritik, in der empirischen Überprüfung der Leistungsfaktoren ungenügend zu sein bzw. den Leistungsprozess nicht ausreichend zu integrieren.
Ein aktuelles, eher anwendungsorientiertes Modell ist das heuristische Faktorenmodell der Spitzenleistung. Als Ergebnis empirischer Studien, die sich mit generalisierbaren Leistungsfaktoren aus Sicht von Spitzenleistern aus dem Spitzensport und dem Management von Wirtschaftsunternehmen beschäftigen, stellt das Modell die folgenden Faktoren als entscheidend für die Entwicklung exzellenter Leistung dar: Das Modell legt den Fokus auf leistungsrelevante personenbezogene und soziale Faktoren mit deutlichem Bezug zur Beeinflussung durch Selbststeuerung. Dabei spielt der intrapersonelle Bereich bestehend aus persönlicher Kompetenz und Performanz, den motivationalen und volitionalen Bedingungen sowie dem Selbstmanagement eine übergeordnete Rolle. Flankierend werden interpersonelle Beziehungskonstellationen als weitere wichtige und gleichfalls steuerbare Komponenten dargestellt. Ebenfalls benannt werden basale psychophysische Voraussetzungen, gegebene Umfeldbedingungen sowie Faktoren wie Glück oder Zufall. Diese sind aber aufgrund ihrer reduzierten Beeinflussbarkeit kaum steuerbar.

#### Heuristisches Faktorenmodell der Spitzenleistung
|                                               |                     | Leistungsfaktoren | Beschreibung |
| --------------------------------------------- | ------------------- | --- | --- |
| Beeinflussbar durch Selbststeuerungstechniken | Intrapersonell      | Persönliche Kompetenz und Performanz: Auswahl und gezielter Aufbau jener Fähigkeiten und Fertigkeiten, die Spitzenleistungen ermöglichen                          | Persönliche Kompetenz und Performanz: Auswahl und gezielter Aufbau jener Fähigkeiten und Fertigkeiten, die Spitzenleistungen ermöglichen |
| Beeinflussbar durch Selbststeuerungstechniken | Intrapersonell      | Talent | Talent und Begabung frühzeitig erkunden, fördern und langfristig erhalten. Talent allein reicht nicht aus. |
| Beeinflussbar durch Selbststeuerungstechniken | Intrapersonell      | Fachliche Heimat | Persönlicher Orientierungsprozess, Analyse potenzieller Handlungsfelder, Passung individueller Kompetenzen mit Anforderungen für Leistungsexzellenz im Handlungsfeld                                                                                           |
| Beeinflussbar durch Selbststeuerungstechniken | Intrapersonell      | Lernen, Üben, Trainieren | Leistungsaufbau mit längerfristiger Perspektive; hohe Lernkompetenz ist Voraussetzung, permanentes und zielgenaues Arbeiten an sich selbst, Deliberate Practice                                                                                                |
| Beeinflussbar durch Selbststeuerungstechniken | Intrapersonell      | Motivationale und volitionale Bedingungen: Erkundung und Steuerung von Handlungsantrieb, Wille, Zielsetzungen, visionäre Gedanken, Einstellungen und Empfindungen | |
| Beeinflussbar durch Selbststeuerungstechniken | Intrapersonell      | Wille (Volition) | Persistenz, Hartnäckigkeit, Zielorientierung, volitionale Selbststeuerungsprozesse |
| Beeinflussbar durch Selbststeuerungstechniken | Intrapersonell      | Motivation | Motive, Vision, Ziele, Sinn, Einstellungen, Emotionen |
| Beeinflussbar durch Selbststeuerungstechniken | Intrapersonell      | Selbstmanagement: Prozesse der Selbstreflexion und Selbststeuerung als Antreiber persönlicher Entwicklung und Leistungssteigerung                                 | |
| Beeinflussbar durch Selbststeuerungstechniken | Intrapersonell      | Selbstmanagement | Reflexion und Steuerung aller Leistungsfaktoren, Entwicklung internaler und externaler Selbstmanagementstrategien |
| Beeinflussbar durch Selbststeuerungstechniken | Interpersonell      | Interpersonelle Beziehungskonstellationen | Interpersonelle Beziehungskonstellationen |
| Beeinflussbar durch Selbststeuerungstechniken | Interpersonell      | Soziales Netz | Soziale Kontextbedingungen frühzeitig reflektieren und steuern: individuelles Kompetenzteam aufbauen, passenden Trainer/Coach auswählen, soziales Netzwerk für wichtige Kontakte nutzen, Rückhalt, Akzeptanz und eigene Wurzeln in der Herkunftsfamilie finden |
| Wenig beeinflussbar                           | Wenig beeinflussbar | Umfeldbedingungen | 1. Materielle Faktoren (finanzielle Ausstattung) 2. Äußere Faktoren (Marktgeschehen, Wettkampfgegebenheiten) 3. Gesellschaftliche Faktoren (Medien, Gesetze, Kultur)                                                                                           |
| Wenig beeinflussbar                           | Wenig beeinflussbar | basale psychophysische Voraussetzungen | Körperliche Unversehrtheit, psychische Handlungsfähigkeit |
| Wenig beeinflussbar                           | Wenig beeinflussbar | nicht absehbare Faktoren | Glück, Zufall, Schicksal etc. |

## Geschichte
Die Leistungspsychologie hat ihre Wurzeln in dem feststellbaren Bestreben von Anbeginn der sich im 19. Jahrhundert entwickelnden Psychologie an, objektivierbare Tatsachen in qualitativer und quantitativer Hinsicht zu gewinnen, vgl. etwa die Entstehung ab ca. 1860 der Psychophysik von Gustav Theodor Fechner (1801–1887) und der Experimentellen Psychologie von Wilhelm Wundt (1832–1920). Sie nahm daher Abstand von einer rein subjektiven Symptombeschreibung im Falle gestörter Leistungen. In diesem Sinne ist auch die Entstehung des Funktionalismus zu erwähnen.(c) Die Ansätze der Psychotechnik und der Angewandten Psychologie wurzeln aber auch in der Sozialen Frage, dem Industriezeitalter, der Expertiseforschung und der Sportpsychologie.(d)
Die industrielle Psychotechnik entstand in den 1930er Jahren. Unter anderem Walther Moede wollte mit dieser Methode empirisch abgesicherte Begriffe und Modelle zu Arbeitsvermögen, Denk- und Gedächtnisleistungen des Menschen bei der Arbeit – zum Beispiel in Produktionsbetrieben – definieren. Dazu zerlegte er handwerkliche oder intellektuelle Arbeit in einzelne Schritte, um diese in Bezug auf die Leistung von Gruppen, dem Individuum sowie die individuelle Entwicklung einem Bewertungssystem zuordnen zu können. Dabei wurde versucht, allgemeingültige Gesetze zu erarbeiten, die sowohl auf alle Individuen anwendbar sind als auch individuumsspezifische Umsetzungen ermöglichen. Weitere Vertreter und Mitbegründer der Psychotechnik waren Karl Mierke, William Stern und Hugo Münsterberg.
Nur wenige Jahre später (1938–1943) legte Adriaanus de Groot mit seiner Arbeit zu Gedächtnisleistungen von Schachspielern den Grundstein der heutigen Expertiseforschung. Deren Erkenntnisse tragen heute maßgeblich zur Leistungspsychologie bei.
Die Expertiseforschung untersucht die kognitiven Bedingungen und Ursachen von herausragenden menschlichen Leistungen. Die Auseinandersetzung mit herausragenden Gedächtnisleistungen brachte Erkenntnisse zum Vorschein wie sie u. a. in der Skilled Memory Theory beschrieben werden. Sie besagt, dass auch durchschnittliche Personen mithilfe einer elaborierten Wissensstruktur die Grenzen ihres kognitiven Arbeitsspeichers deutlich erhöhen können.
Etwa eine Dekade später wurde die anfängliche Fokussierung auf rein wissenspsychologische Mechanismen durch den Expert-Performance-Approach um die Untersuchung physiologischer und anatomischer Komponenten in unterschiedlichen Domänen erweitert. Mithilfe dieses deskriptiven und induktiven Rahmenkonzepts erlangte die Untersuchung von Erwerb und Struktur menschlicher Höchstleistungen einen weiteren Meilenstein, in dessen Rahmen u. a. der Ansatz des Deliberate Practice entstand. Dieser Ansatz konfrontierte viele bis dahin verbreitete Annahmen zur Hochleistungsgenese, indem er zeigte, dass menschliche Höchstleistungen das Ergebnis von langjährigen hochstrukturierten und zielorientierten Übungs- und Lernprozessen sind und weniger von Dispositionen und Talent beeinflusst werden als zunächst angenommen.
Eine besondere Rolle in der Untersuchung von Höchstleistungen spielte von Anfang an der Sport. Aufgrund des unterschiedlichen, aber in der Regel klar definierten Anforderungsprofils der Sportarten und des strukturierten Leistungssportssystems bietet dieser ein ideales Anwendungsfeld für die Erforschung von Spitzenleistung.
Bereits die Ursprünge der Sportpsychologie waren geprägt von Themen wie Eignungsauslese, Leistungsfeststellung und den Auswirkungen von Sport auf die geistige Leistungsfähigkeit. Dabei standen die Leistungsmaximierung und der Anwendungsbezug im Vordergrund. Schon R. W. Schulte  – Mitbegründer der Sportpsychologie – griff im Geiste der Rationalisierungsbestrebungen von Arbeit in den 1930er Jahren auf psychotechnische Verfahren zurück, um sportliche Leistungen apparativ zu quantifizieren. Mit der „Krise der Psychotechnik“ und dem Vorwurf, den Menschen auf eine Art Apparat zu reduzieren und zum Beispiel kulturelle Aspekte der Leistungserbringung zu negieren, endeten diese Bemühungen im Sport jäh.
Eine explizite Fokussierung auf Experten- bzw. Spitzenleistungen fand in Teilen der sportwissenschaftlichen Forschung etwa ab den 1970er Jahren statt. Beherrschende Themen der ersten Dekaden waren überwiegend wahrnehmungspsychologisch – kognitiver Natur und beschäftigten sich mit der Antizipation oder der visuellen Wahrnehmung von Spitzensportlern im Vergleich zu Novizen.
Die 1990er Jahre waren geprägt durch den Expert-Performance-Approach. Insbesondere das Deliberate Practice Model wurde in dieser Zeit entwickelt und bis dato in keiner anderen Domäne so häufig untersucht wie im Sport. Erstaunlicherweise existierten bis dahin kaum Untersuchungen, die die praktischen Elemente des bewussten und zielorientierten Trainings genauer analysierten und für die Entwicklung von Spitzenleistung verfügbar machten. Allerdings lässt der erbrachte Beleg, dass Expertise stets hohen Übungsaufwand voraussetzt, nicht den Umkehrschluss zu, dass hoher Übungsaufwand auch immer an die Spitze führt. Zum Beispiel vernachlässigt das Konzept das Phänomen des Dropouts im Sport, also jene Sportler, die trotz intensiven Übens und guter Leistungen nicht bis an die Spitze gelangen und vorzeitig ihren Sport aufgeben. Offensichtlich spielen auch Kriterien eine wichtige Rolle, die etwa die persönliche Motivation und Willensanstrengung oder auch das soziale Umfeld betreffen.
Die einzelnen Forschungsstränge Expertiseforschung, Sport- und Leistungspsychologie weisen in ihrer Geschichte vielfältige Überschneidungen auf. Die Expertiseforschung ging ursprünglich eher der Frage des Erwerbs von Expertise nach. Dabei standen kognitive Dimensionen sowie die Aspekte Talent und Begabung lange Zeit im Vordergrund, was auch den Einfluss der Intelligenz- bzw. Hochbegabtenforschung erklärt. Die Leistungspsychologie ergänzt diese Aspekte um die Bedingungen der praktischen Abrufbarkeit und Anwendbarkeit von Spitzenleistung und richtet dabei den Fokus verstärkt auf mentale Willens- und Motivationsfaktoren sowie zunehmend auch auf Einflüsse des sozialen Umfeldes. Die in der Sportpsychologie entwickelten Methoden des Mentalen Trainings sind Beispiele dafür.

### Institutionalisierung und Verbreitung der Leistungspsychologie
Seit einigen Jahren findet eine verstärkte Institutionalisierung der Leistungspsychologie statt und weltweit wurden verschiedene Lehrinstitute und Forschungseinrichtungen dafür gegründet:
- Lehrstuhl für Leistungspsychologie an der Deutschen Sporthochschule Köln
- University of Edinburgh: Performance Psychology
- Center for Performance Psychology San Diego

Auch gibt es zunehmend „peer reviewed“ Journale, die in Teilen oder exklusiv leistungspsychologische Themen bearbeiten:
- Journal of Performance Psychology
- Sport, Exercise, and Performance Psychology
- Journal of Applied Sport Psychology

Auch beginnen einige Unternehmen, die Erkenntnisse der Leistungspsychologie insbesondere mit Rückgriff auf Methoden und Erfahrungen aus dem Spitzensport auf andere Domänen zu übertragen. Beispielsweise in der Sportpsychologie sind zu diesem Themenfeld eine Fülle an Fachaufsätzen und wissenschaftlichen Studien erschienen, die sich mit der Übertragung von Erkenntnissen und Methoden aus dem Sport in die Wirtschaft beschäftigen:
- Lane 4 Management Consultancy: Graham Jones
- The Winning Mind: Marc-Simon Sagal
- PWS Wollsching-Strobel Managementberatung: Peter Wollsching-Strobel